# 王抗平
王抗平（1965年—），湖南益阳人，中国人民解放军空军中将。
曾任空军航空兵第42师师长、成都军区空军副参谋长。2017年12月任空军武器试验基地司令员。2021年6月任东部战区副司令员。2024年10月，调任联勤保障部队司令员。
2014年7月晋升空军少将军衔，2021年6月晋升空军中将军衔。